# بتة وير
بتة وير هي قرية في مقاطعة سلماس، إيران. يقدر عدد سكانها بـ 823 نسمة بحسب إحصاء 2016.